# Otto-Klung-Stiftung
Die Otto-Klung-Stiftung ist eine rechtsfähige Stiftung des bürgerlichen Rechts mit Sitz in Berlin. Otto Klung (1893–1968) war ein Medienkaufmann, der es vor allem nach dem Zweiten Weltkrieg in Berlin zu finanziellem Erfolg brachte. Zeitlebens soll er es bedauert haben, dass er keine Gelegenheit hatte, ein weiterführendes naturwissenschaftliches Studium zu absolvieren, das es ihm ermöglicht hätte, den Fortschritt in Wissenschaft und Gesellschaft aktiv mitzugestalten.
Die 1972 aus dem Vermächtnis von Otto Klung gegründete Otto-Klung-Stiftung an der Freien Universität Berlin verfolgt als Stiftungszweck die Förderung von Wissenschaft und Forschung, indem im jährlichen Wechsel an herausragende jüngere deutsche Wissenschaftler der Physik bzw. Chemie, die das 40. Lebensjahr noch nicht überschritten haben sollten, der Otto-Klung-Preis, heute Klung-Wilhelmy-Wissenschafts-Preis, vergeben wird.
Die Preisträger werden laut Satzung vom 23. September 2002, von der Stiftungsaufsicht am 6. November 2002 genehmigt, durch je eine von Hochschullehrern des Fachbereichs für Physik bzw. Chemie der Freien Universität Berlin zu bildende Kommission vorgeschlagen, ergänzt um Professoren anderer Hochschulen, wobei Vorschläge von Fachkollegen im In- und Ausland sowie wissenschaftliche Gutachten internationaler Spitzenforscher in die Entscheidungsfindung einbezogen werden.
Von 1970 bis 1996 hatte Horst Klung (Neffe von Otto Klung), von 1996 bis 2011 Kurt Hammer (ehemaliger Kanzler der Freien Universität Berlin) und ab 2012 Peter Lange (Kanzler der Freien Universität Berlin bis Ende 2015) den Vorstandsvorsitz der Otto-Klung-Stiftung inne. Ab 2001 vergab die Otto-Klung-Stiftung zusammen mit der Fördergesellschaft der Weberbank gGmbH, heute Weberbank-Stiftung, den Otto-Klung-Weberbank-Preis.
Der Kooperation schloss sich ein privater Mäzen und ab 2007 die Dr. Wilhelmy-Stiftung an, sodass der erweiterte Klung-Wilhelmy-Weberbank-Preis zu den angesehensten wissenschaftlichen Auszeichnungen für Nachwuchswissenschaftler in Deutschland zählt.
Ende 2013 hat die Weberbank-Stiftung die Kooperation beendet. Die Otto-Klung-Stiftung, die Dr. Wilhelmy-Stiftung und die Vorsitzenden der Preiskommission Chemie und Physik haben sich auf die zukünftige Bezeichnung Klung-Wilhelmy-Wissenschafts-Preis verständigt. Die Bestimmungen der Satzung der Otto-Klung-Stiftung bezüglich des Auswahlverfahrens von herausragenden Nachwuchswissenschaftlern der Physik oder Chemie im jährlichen Wechsel durch ehrenamtliche Gutachter von Universitäten und Forschungseinrichtungen wurden fortgeschrieben.